# OPOS Records
OPOS Records (ausgeschrieben One People One Struggle Records) ist ein 2007 eröffnetes neonazistisches Plattenlabel mit angeschlossenen Versandhandel mit Sitz in Lindenau, Brandenburg. Ursprünglich wurde das Label in Sachsens Landeshauptstadt Dresden eröffnet.

## Geschichte
Besitzer des 2007 in Dresden eröffneten Labels ist der Pizzabäcker Sebastian Raack, der in der Neonaziszene bekannt ist. Raack war zum Beispiel Inhaber des Postfaches der Sektion Südbrandenburg der Organisation Blood and Honour. Auch spielte er in der Hatecore-Band Hope for the Weak und ist mit seiner Bekleidungsmarke „Greifvogel Wear“ Hauptsponsor der Turnierserie „Kampf der Nibelungen“. Im Jahr 2016 wurde der Labelsitz in das 800-Einwohner-Dorf Lindenau in Brandenburg verlegt.
Das Unternehmen produzierte und verkauft CDs der als rechtsextrem geltenden Bands Frontalkraft, Frontfeuer, Moshpit, Wolfsfront und Stonehammer. Auch der neonazistische Liedermacher Mirko Szydlowski, der unter dem Pseudonym Barney firmiert, veröffentlichte im Jahr 2010 seine CD Liebe, Treue, Heimat über das Label.
Extremismusforscher Flemming Ipsen bezeichnete das Label als eines der wichtigsten Label der rechtsextremen Musikszene, da Bands nicht nur ihre CDs produzieren lassen können, sondern auch Merchandising-Artikel über den labeleigenen Onlineshop vertrieben werden. Das Label fand 2017 im Verfassungsschutzbericht des Verfassungsschutzes Brandenburg Erwähnung und wird als eines der umsatzstärksten rechtsextremen Musiklabels bezeichnet.
Im März des Jahres 2018 trat die Politikerin Ursula Nonnemacher von der Fraktion Bündnis 90/Die Grünen im Landtag Brandenburg mit einer kleinen Anfrage heran, inwiefern und ob das Unternehmen die Angeklagten im NSU-Prozess unterstütze. Dem Landtag lagen keine konkreten Erkenntnisse vor. Allerdings gab es einzelne Sympathiebekundungen zu den Angeklagten und Nebenangeklagten.

## Veröffentlichungen (Auswahl)
- 2008: Moshpit – Mirror of an Unbroken Faith (Album)
- 2010: Barney – Liebe, Treue, Heimat (Album)
- 2010: Youth of Tomorrow – Du bist mir… (Single)
- 2011: Blutzeugen – Blutzeugen (Album)
- 2011: Hope for the Weak – The Underdogs Call (Album, indiziert seit Januar 2014[7])
- 2011: Ostfront – Vom Funke bis zum Brand (Album)
- 2011: Youth of Tomorrow – Kinder der Revolution (Album)
- 2012: Moshpit – We Carry the Heart (Album)
- 2013: Ahnenblut – Ahnenblut (Album)
- 2013: Übermensch – Der Visionär (Album)
- 2014: Überzeugungstäter – Nachkriegsschweigen II (Album)
- 2015: Brainwash – Save Our Kind Defend Europe (EP, indiziert seit Februar 2017[8])
- 2016: Bound for Glory/Brainwash – Day of Victory (Split)
- 2017: Moshpit – An Eternal Torch Can Light a Million (EP)
- Heiliges Reich – Honor imperii (Album, indiziert seit Juli 2019[9])